# ارادتمند؛ نازنین بهاره تینا
ارادتمند؛ نازنین، بهاره و تینا فیلمی به کارگردانی و نویسندگی عبدالرضا کاهانی ساخته سال ۱۳۹۵ است. (عبدالرضا کاهانی که بعد از اکران استراحت مطلق در ایران و چند کشور دیگر برای مدتی به استراحت پرداخت، و در زمستان ۱۳۹۴ فیلم جدیدش را جلوی دوربین برد. این فیلم سه بازیگر زن اصلی دارد که این نقش‌ها را طناز طباطبایی، مهناز افشار و آیدا ماهیانی برعهده دارند و بازیگر مرد این فیلم هم مهران غفوریان است. فیلمنامهٔ این فیلم را نیز کاهانی نوشته است فیلمی که برخلاف کارهای قبلی این کارگردان فضایی زنانه دارد. فیلمبرداری فیلم از ۱۵ دی ۱۳۹۴ به تهیه‌کنندگی عبدالرضا کاهانی و سعید خانی آغاز شد. در تابستان سال ۱۴۰۲ نسخه باکیفیت این فیلم در فضای اینترنت پخش شد)

## داستان فیلم

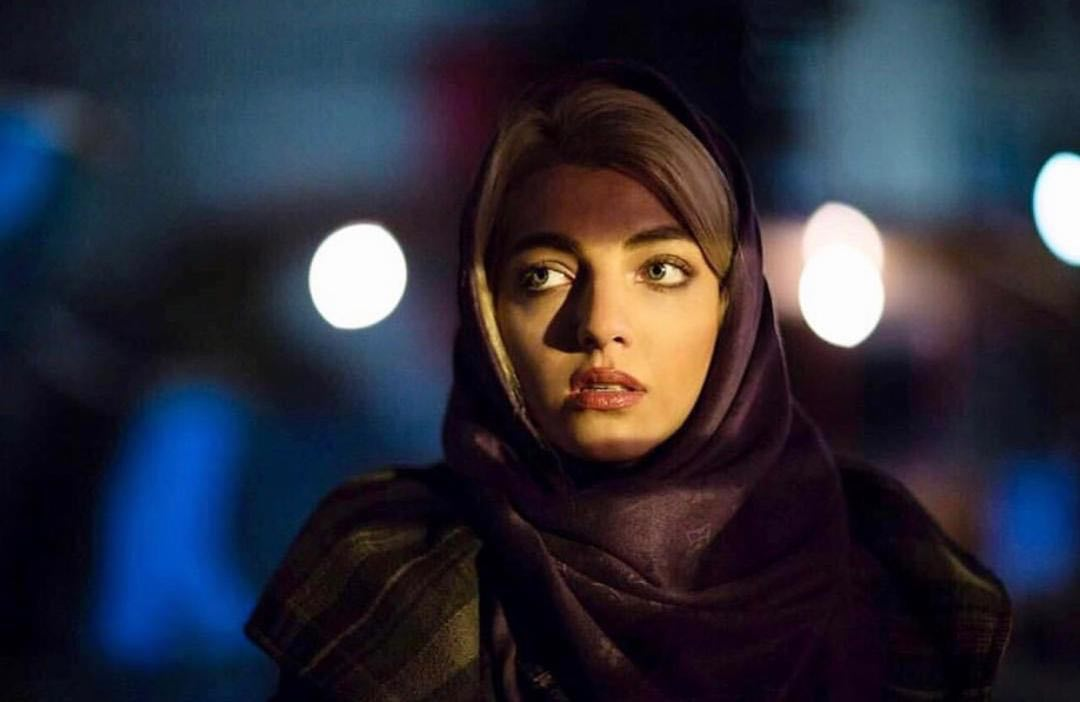
آیدا ماهیانی در نمایی از فیلم

در این فیلم زندگی سه دختر با خاستگاه‌های فکری گوناگون روایت می‌شود که هر سه به نوعی مجردند و همین می‌شود که به دل خیابان زده و با حضور در مهمانی‌ها و دورهمی‌ها از مردان انتقام می‌گیرند.

## بازیگران
- مهناز افشار در نقش تینا
- طناز طباطبایی در نقش بهاره
- آیدا ماهیانی در نقش نازنین
- مهران غفوریان در نقش بهزاد
- سحر دولتشاهی در نقش مهسا
- سیاوش چراغی‌پور در نقش سیاوش
- پانته آ سیروس در نقش نسرین

## پروانه نمایش
پس از ارسال فیلم به شورای پروانه نمایش اخبار ضد و نقیضی در رابطه با پروانه فیلم منتشر شد که حکایت از سنگ‌اندازی این شورا در اکران این فیلم داشت. گمانه‌زنی‌های زیادی در مورد چرایی صادر نشدن مجوز این فیلم در فضای سینما مطرح شد. اما محمدحسین لطیفی از اعضای شورای پروانه نمایش در اولین مصاحبه خود پیرامون این فیلم گفت: «ارادتمند نازنین، بهاره، تینا» ساخته عبدالرضا کاهانی امکان اصلاح ندارد و بنابراین مجوز نمایش نخواهد گرفت. لطیفی مدعی شده بود نظر جمعی این شورا این بوده که «کل چیزی که در فیلم است یعنی سوژه فیلم از ابتدا تا پایان مشکل دارد» و همه اعضا بر این عقیده بوده‌اند که پروانه نمایش صادر نشود. در اظهارنظری عجیب یکی از اعضای شورای پروانه نمایش که نامش فاش نشد، تأکید کرد، در صورت صدور پروانه نمایش برای این فیلم، بعید است این فیلم بیش از یک هفته بر پرده سینماها دوام بیاورد و بنابراین حتی اگر برای این فیلم پروانه نمایش صادر می‌شد، امکان دفاع از این پروانه وجود نداشت و در نهایت به کلیت سینمای ایران آسیب می‌رسید.
پس از انتشار این اخبار بسیاری از اهالی سینما به این تصمیمات اعتراض کردند. ترانه علیدوستی در توئیتر نوشت: «سؤال قدیمی: فیلمی که از نظرتان سراسر مشکل داره و در حدی که نمیشه اصلاحش کرد، چطور از ارشاد پروانه ساخت گرفته؟» او در همین رابطه توئیت کرد: «لطیفی: در مورد فیلم آقای کاهانی جمع نظرات این است که امکان اصلاح برای این فیلم وجود ندارد. منظور از جمع نظرات، نظر ۹ نفر است از طرف همه ملت.» این بازیگر در ادامه به اصلاحیه این شورا به فیلم تازه اصغر فرهادی هم اشاره کرد: «در مورد فروشنده هم روشون نشده اصلاحیه ندن، گفتن خب اون آهنگ رعنا رو درارید. اگه آهنگه نبود تیتراژش سانسور می‌شد.»مهران غفوریان در مصاحبه‌اش با باشگاه خبرنگاران جوان گفت: «مشخص نیست چه اتفاقی می‌افتد یک فیلم پس از دریافت پروانه ساخت و آماده شدن، اکران نمی‌شود! به عنوان نمونه در خصوص «ارادتمند نازنین، بهاره، تینا» ما نیامدیم برای «بن هور» پروانه ساخت بگیریم اما «زاپاتا» بسازیم. نباید بگویند این فیلم قابل اصلاح نیست؛ چون واقعاً معنی آن را نمی‌فهمم! یعنی کاهانی پروانه ساخت یک فیلم گرفته و فیلم دیگری را ساخته که این حرف را می‌زنند یا چیزهای عجیب و غریب را وارد فیلم کرده است؟!»
خبرگزاری فارس نزدیک به اصولگرایان در گزارشی زیر عنوان چه فرایندی باعث شد «ارادتمند؛ نازنین، بهاره، تینا» ساخته شود/ ارشاد در مقابل کاهانی چه تصمیمی می‌گیرد؟ مدعی شد صادر شدن مجوز اکران برای استراحت مطلق و همراهی وزارت ارشاد باعث شد که عبدالرضا کاهانی این فیلم را بسازد. نویسنده این گزارش در بخش دیگری از این نوشته مدعی شد که کارگردان به فیلم‌نامه مجوز گرفته از ارشاد پایبند نبوده است و نوشت: «کاهانی از آن دسته فیلمسازانی است که در اجرا آنچه که در ذهنش می‌گذرد را می‌سازد». روزنامه جوان نزدیک به اصولگرایان نیز در همراهی با خبرگزاری فارس در مطلبی زیر عنوان من ترانه، همچنان ۱۵سال دارم به ترانه علیدوستی تاخت. در گوشه‌ای از مطلب با اشاره به توئیت ترانه علیدوستی آمده است «شورای ۹نفره مذکور به نمایندگی از کل ملت ایران نظر داده‌اند»، چه متلک سخیف و بچگانه‌ای، باید از خانم بازیگر پرسید اصولاً ملاک رأی در موضوعی چیست، رأی تمام مردم؟ این روزنامه اصولگرا مدعی شد فیلم اخیر کاهانی با حکم حکومتی شخص آقای ایوبی مجوز ساخت گرفته و اکنون که روشنفکر پروری‌های دوستان شما در وزارت ارشاد تمام شده، اثر ساخته شده آنقدر سخیف و ضد فرهنگی از آب درآمده که حتی صدای سینماگران عضو شورای صدور مجوز اکران را هم درآورده و آب پاکی را بردستان همگان ریخته‌اند.
درحالیکه عباس نادری دبیر شورای پروانه نمایش مدعی شده بود که «فیلم سینمایی «ارادتمند نازنین بهاره تینا» توقیف نشده است بلکه اصلاحیه خورده است و اگر اصلاحیه‌های این فیلم انجام شود، پروانه نمایش دریافت می‌کند.» یک روز بعد حجت‌الله ایوبی رئیس سازمان سینمایی در حاشیه مراسم امضای تفاهم‌نامه بین تهیه‌کنندگان سینما با مؤسسه رسانه‌های تصویری، توقیف «ارادتمند نازنین بهاره تینا» را تأیید کرد و گفت: «من این فیلم را ندیدم ولی همان شورایی که پروانه نمایش به خیلی فیلم‌های دیگر می‌داده است به این فیلم پروانه نمایش نداده است. البته من فیلم را ندیدم و قضاوتی نمی‌کنم اما این فیلم قطعاً پروانه ساخت داشته است اما پروانه ساخت و پروانه نمایش دو مقوله جدا است و باید دلیل پروانه نگرفتن فیلم را از اعضای شورا پرسید.»
یک روز بعد سید ضیاءالدین دری در مصاحبه‌ای جنجالی با طرح اتهاماتی علیه عبدالرضا کاهانی و اصغر فرهادی مدعی شد که به سینما ضربه می‌زنند. این کارگردان عضو شورای پروانه نمایش گفت: «کاهانی با ساخت این فیلم قصد زیرآبی رفتن را داشته است. سال‌ها سینماگران جنگیدند تا موفق شدند، ارشاد را راضی کنند که برای صدور پروانه نمایش، فقط سیناپسی را تحویل شورا بدهند. تا قبل از این، سینماگران باید فیلم‌نامه کامل را تحویل می‌دادند و با هر ممیزی، دوباره باید فیلم‌نامه را بازنویسی می‌کردند و روزها در صف می‌ایستادند تا مجوز بگیرند! حال کارگردان‌هایی مثل کاهانی با ساخت فیلمی که تار و پودش غیرقابل نمایش است، اعتماد را از بین می‌برند و ما را به سال‌های قبل بازمی‌گردانند! سال‌ها جنگیدیم تا این شرایط را درست کنیم و بتوانیم موقعیتی را درست کنیم که ارشاد با اعتماد به فیلمساز، حاضر شود در ازای چند صفحه سیناپس مجوز ساخت را صادر کند. کارگردان‌هایی مثل کاهانی به کل سینماگران ضربه می‌زنند!» دری این فیلم را یک فیلم غیراخلاقی شفاهی معرفی کرد و گفت: «کارگردان‌های فیلم اولی معمولاً تحت‌تاثیر بازیگرهای معروف، دیالوگ‌هایی وارد فیلم‌شان می‌شوند که بازیگر بدون در نظر گرفتن فیلم‌نامه گفته است و کارگردان قادر به جلوگیری از آن نبوده است. نتیجه کار با فیلم‌نامه ارائه شده به ارشاد کمی متفاوت است. شورا تمام تلاش خود را می‌کند تا از این مسائل بگذرد اما این فیلم هیچ شباهتی به متن ارائه شده نداشته است! ایشان در سیناپس چند صفحه‌ای که ارائه کرده‌اند، موضوعی را مطرح کرده‌اند مبنی بر سه دختر مجرد که دنبال ازدواج هستند. این دلیل نمی‌شود که فیلمی ساخته شود که سه دختر به تصویر کشیده شوند که برای مردها لَه‌لَه می‌زنند! فیلم کاهانی یک فیلم غیراخلاقی شفاهی است! به جرئت نمی‌توان این فیلم را توی سینما همراه با خانواده دید. سانسور در تمام دنیا وجود دارد. در سینمای آمریکا فیلم‌ها درجه سنی دارند و به بهانه آموزش مسائل بهداشتی به بچه‌های در آستانه سن بلوغی موضوعاتی را نشان می‌دهند. در سینمای ایران هم این مسائل وجود دارد، اما شوخی با این مسائل و نشان دادن کاندوم در مدرسه و به سخره گرفتن این موضوعات کار درستی نیست! اما شک نکنید این فیلم غیرقابل اکران است»
صحبت‌های دری با واکنش تند تهیه‌کننده فیلم، سعید خانی، مواجه شد. او خطاب به کارگردان سریال «کیف انگلیسی» گفت: «آقای دری، چطور ممکن است فیلمی را که ندیده‌اید، این‌طور نقد کنید؟! مگر ممکن است بدون دیدن یک فیلم، آن را نقد کرد و در موردش نظر داد؟! من صحبت‌های ایشان را تکذیب می‌کنم و در موقعیتی مناسب به تمام اتهامات واردشده به این فیلم و عواملش پاسخ خواهم داد» دو روز بعد از انتشار این مصاحبه، دری با انتشار بیانیه‌ای ضمن دلجویی از اصغر فرهادی و عبدالرضا کاهانی با بیان اینکه «اینجانب به اصرار خبرنگار که او را مثل فرزند خود برای شنیدن نظراتم کنجکاو یافتم پاسخ می‌دادم چون که قرار به انتشار نه داشتیم» سعی کرد تا از فشار حاصل از این مصاحبه خارج شود. او در مورد نوشت: «اینجانب فیلم آقای کاهانی را ندیده‌ام و حرف‌هایم شکل مثال داشته‌اند و نه قطعی و هیچ قضاوتی هم در آن دخیل نبوده است. شاید فیلم را ببینم نظرم با شورا متفاوت باشد اما نظر اکثریت لحاظ می‌شود. در هر حال طبیعی است که مطالب ابتر و کوتاه شده و جهت دار تر انعکاس یافته‌اند که تمایلی به باز نشر ان ندارم. اینجانب اگر چه ممکن است با برخی لحظات فیلم‌های آقای کاهانی موافق نبوده باشم اما اسلوب و سبک ایشان را می‌پسندم و این را قبلاً هم گفته‌ام.»
دو هفته پس از اظهارات جنجالی دری، رئیس سازمان سینمایی، ایوبی، اعلام کرد که اعضای شورای جدید پروانه نمایش سینمایی صبح سه شنبه اعلام خواهد شد. او گفته این کار در راستای «چرخش نخبگان» صورت می‌گیرد. او می‌گوید این تغییرات هیچ ارتباطی با فیلم عبدالرضا کاهانی ندارد. موضوع فیلم کاهانی از طرف محمدحسین لطیفی، «له له زدن برای مردها» توسط سه بازیگر این فیلم اعلام شده بود. مهران غفوریان هم در واکنشی به توقیف این فیلم برای نمایش گفته بود عبدالرضا کاهانی هم کارگردان جمهوری اسلامی است، مثل بقیه کارگردان‌ها.
لیلی گلستان در نامه‌ای که برای روحانی نوشت ضمن گله از فضای فرهنگی با بیان این جمله که «من به شما رأی دادم و نه به وزرا و وکلایتان، پس روی سخنم فقط با شماست و لاغیر» تلویحاً از وزیر ارشاد گله کرد و با برشماری سوء مدیریت در عرصه فرهنگ و نام بردن از این فیلم نوشت «آقای روحانی می‌دانم خیلی گرفتارید. ترمیم و بازسازی خرابی‌های آن هشت سال عجیب به ۸۰ سال کار شبانه‌روزی نیاز دارد؛ اما ما را دریابید. بیایید آبروی مملکت را بخرید. اهالی فرهنگ و هنر آبروی مملکت ما هستند، آن‌ها را دریابید.»